# Archidiocèse de Tarse
L'archidiocèse de Tarse était un archidiocèse du royaume arménien de Cilicie.

## Histoire
La propagation du christianisme à Tarse est sans aucun doute due à Paul qui, après sa conversion vers l'an 30, a passé un certain temps dans la ville où il est né.
Le diocèse de Tarse est initialement un diocèse métropolitain (en) de la province de Cilicia Prima (en), sous le patriarcat d'Antioche. Tarse occuperait la deuxième position parmi les métropoles de ce patriarcat, avec sept diocèses suffragants : Adana, Sebaste, Pompeopolis, Mallo, Augusta, Corico et zephy.
Durant la période des Croisades, à partir de la fin du XIe siècle, il y avait un siège épiscopal de rite latin, dépendant du patriarcat latin d'Antioche, avec la construction de l'église de Saint-Paul, qui en était probablement la cathédrale. Sur les ruines de cette église a ensuite été construite la Grande Mosquée.
Vers 1132, la ville est occupée par les Arméniens, qui y érigent un diocèse. Parmi les premiers évêques figure Nersès de Lampron. 
Le diocèse de rite latin a été définitivement démantelé après le sac par les Musulmans au XIIIe siècle puis la prise par les Mamelouks en 1359.
Depuis le XIIIe siècle, Tarse est devenu un siège titulaire ou comme cela était appelé à l'époque « in partibus infidelium ».

## Liste des évêques grecs
- Lupus, présent au concile d'Ankara (en) en 314
- Theodorus, présent au premier concile de Nicée en 325
- Hellade , condamné au concile d'Éphèse et qui en appelle au pape en 433
- Diodore , maître de Théodore de Mopsueste et donc un des pères du nestorianisme
- Nicholas, qui a été exilé en 525
- Kaynon (fl. 560), adepte hérétique d'Athanasius (en), petit-fils de l'impératrice Théodora

## Liste des archevêques
- Roger (1099 – c. 1108)
- Étienne (fl. 1135–1140)
- Albert (fl. 1186–1191)